# 小公女セーラ
『小公女セーラ』（プリンセスセーラ）は、1985年1月6日から12月29日まで、フジテレビ系列で毎週日曜19:30 - 20:00（JST）に全46話が放送された、日本アニメーション制作のテレビアニメ。「世界名作劇場（ハウス世界名作劇場）」の第11作目に当たる。英語表題は"A Little Princess Sara"。
昭和60年度、厚生省児童福祉文化奨励賞・文化庁子供向TV用優秀映画賞をそれぞれ受賞。

## 概要
原作はフランシス・ホジソン・バーネット（バーネット夫人）の児童文学『小公女』（A Little Princess）（後述の「#原作小説」を参照）。それまで全体にソフト路線だった「世界名作劇場」シリーズの中にあって、いじめを扱うなど異彩を放つ作品となっている。
本作品より、ハウス食品の単独提供となり、これに伴ってシリーズ名も前述の通り表記されるようになった。また、本作品より提供は各作品の主人公が読み上げるようになり、1994年放映の『七つの海のティコ』の第9話まで継続される。本作品では「世界名作劇場」のアバンタイトルの「ハウス食品」ロゴはテロップで別乗せしていたため（これとは別にブルーバックで提供クレジットも表示）、前述のノンスポンサー期間や系列外局での番組販売扱いの遅れ放送（ハウス食品と地元企業の複数社提供を含む）でもそのまま流用できる形になっていた。
本放送当時に、「ハウス食品」ロゴがテロップで別乗せされたのも、「世界名作劇場」のロゴが極太丸ゴシック体で書かれたのも、本作品のみである。

## あらすじ
1885年、10歳のイギリス人少女、セーラ・クルーは、インドの富豪である父、ラルフ・クルーの一人娘としてなに不自由のない生活を送っていたが、寄宿学校に入学するため父の故郷であるロンドンにやってくる。父の希望もあり、入学したミンチン女子学院では特別寄宿生として優遇されるが、それを自慢する事もなく、母を亡くして寂しがるロッティの母親代わりになったり、田舎から雇われて来たメイド・ベッキーの不始末を庇うなど、持ち前の優しさで人気者になる。ところが、それまで生徒達のリーダー的立場であったラビニアと、貧しい育ちから成り上がったミンチン院長のコンプレックスを刺激する形になってしまい、2人から嫉妬や悪意、憎悪に満ちた根深い感情を抱かれるようになる。
セーラの11歳の誕生祝いの最中、インドにいる父が破産の末、熱病により死去したという知らせがもたらされる。ダイヤモンド鉱山への投資などを回収出来なくなった事に激怒したミンチン院長はセーラを学院から追放することを考えるが、世間体を考慮し、学院の使用人として無賃金で働かせる事にする。屋根裏部屋に移されたセーラは、使用人たちやラビニアらによる執拗ないじめを受けながらも、ベッキーやアーメンガードを始めとする心ある味方に支えられてゆく。
そんな中、学院の隣の屋敷にクリスフォードという紳士が越して来る。彼もインド在住のイギリス人だったが、病気の療養、そしてある少女を捜すためにロンドンに居を移したのだった。クリスフォードはある事からセーラに関心を抱き、使用人に命じて夜間にこっそりと豪華な食事を届けさせる。しかし、この『魔法』はミンチン院長の知るところとなり、セーラは窃盗の疑いを掛けられて屋根裏部屋を追い出され、馬小屋で寝泊まりさせられるようになる。学園でハロウィンパーティーが行われた日、ラビニア達のロッティに対するいたずらが原因で、ジャック・オー・ランタンの火から馬小屋が火事になる。セーラは放火犯に仕立て上げられた挙句、ミンチン院長によって学院を追放される。
行き場を無くしたセーラは、もともと専属の御者だったピーターの家に居候しつつ、街頭でマッチ売りを始める。一方、ミンチン女学院には差出人不明のセーラ宛の贈り物が届けられ、ミンチン院長はアメリアに命じてセーラを学院に戻す。その豪華な贈り物から、「セーラを支援する富豪」の存在を感じ取ったミンチン院長は態度を豹変させ、セーラに優しく接するようになる。
やがてセーラは、屋根裏に舞い込んだクリスフォード邸のサルを返すため、クリスフォードの屋敷を訪れることになり、そこで、贈り物の主がクリスフォードであること、クリスフォードが捜していた盟友ラルフの娘がセーラであることが判明する。実はラルフの死後にダイヤモンド鉱山は成功し、ラルフへの破産宣告もクリスフォードにより差し止められ、セーラに莫大な遺産と世界有数のダイヤモンド鉱山の発掘経営権の半分が遺されていた。そして、ラルフの盟友クリスフォードの莫大な財産も後継ぎがいないため全てセーラに譲り渡されることになる。セーラを連れ戻そうとクリスフォード邸を訪れたミンチン院長は事実を知って驚愕した。
翌日、ミンチン女学院にセーラの使いが訪れる。裁判にかけられるのではないかと慄くミンチンだったが、セーラの答えはミンチン学院に10万ポンド（当時の時代で日本円で二十数億円）もの寄付をし、生徒として学院に戻るというものだった。そして苦労を共にしたベッキーと屋敷で暮らす事になったセーラは、意地悪をして反省したラビニアと和解し、ダイヤモンド鉱山の正式な所有権委譲と両親の墓参りのためインドへの旅路についた。

## 登場キャラクター
以下、主人公・セーラとの関係性は、各キャラクターの初登場時の状況を基本とする。

### 主要人物
セーラ・クルー
声 - 島本須美
本作品の主人公。10歳。青緑の瞳と青みがかったブルネットが特徴。
頻繁に痩せぎすであることを指摘され、特に友人・アーメンガードが太り気味であることと比較される。
英領インドの出身だが、国籍は父同様にイギリスである。イギリスでの学習を望んだ父・ラルフの意向で、ロンドンのミンチン女子学院へ入学。幼少期に亡くした母がフランス人だったこともあり、フランス語が堪能。突然に教科書の暗唱を求められても対応でき、学院年少組のフランス語指導者を任されるほど（第25話 - 第26話）。
趣味は読書で、自分の状況をさまざまなシチュエーションに当てはめて想像するのが得意。頭脳明晰で心優しく、感情豊かな少女であるが、育ちの良さゆえに世間知らずかつ寡黙で人見知りな面もある。決して何も出来ないお嬢様でもなく、物語終盤で学院を追われた際には、自ら求職に動く精神的な強さもあった（第42話）。
転入当初は、学院内で「特別室」と称される個室の大部屋を使用する。この部屋には、クルー父子が来校する以前に弁護人の指示により高価なベッド、ラルフからも、寒さに慣れないためにと多量の衣服や大型家具が持ち込まれていた。この「特別室」は3階にあり、学友・アーメンガード曰く、自由な出入りは認められていなかったという（第4話）。
ラルフの手紙からダイヤモンド鉱山が発見された話を知ると、学院内で瞬く間に知れ渡り、「ダイヤモンド・プリンセス」とまで称された。
学院院長・マリア主催による11歳の盛大な誕生日会の最中、来校した代理弁護士・バローとマリアを通じてラルフの死を知らされ（第11話）、居室を屋根裏部屋へと変更、使用人としての居候生活へと転じる。教職員や一部生徒からの非道かつ執拗ないじめや扱いを受ける中にも、アーメンガードのほか、元御者・ピーター、学院のメイド・ベッキーといった人物らの助けを借りながら逆境を乗り越えていく。
隣家の主人・クリスフォードとの直接対面後、セーラを引き取り遺産相続者とする話に合意し、自身は学院への出資を申し出た上で、隣家からの通学許可を得る。代表生徒にも復帰するが、両親の墓参りと父の正式な遺産手続きのため、自身のメイドとなったベッキーと共にインドへと旅立った。（第44話 - 第46話）
エミリー
金髪碧眼で瞼が可動するビスク・ドール。ロンドンの洋服屋のショーウィンドウに飾られる非売品。
洋服屋の主人によれば、フランスのジュモーが製作した最高傑作であり、セーラからは、「おしゃべりしたそうに口を開いている」との台詞もある。
セーラがインドを発つ頃から、イマジナリーフレンドである人形・エミリーにロンドンで出会うことを夢に見ていたと語ったことで、説得を受けた洋服屋の主人は楽しみにしていた気持ちを汲み取って売却に応じた（第2話）。以降は、セーラの良き話し相手であり、とても大切にされる。セーラの父が亡くなったのち、セーラ自身の財産もほとんど残らなかったが、エミリーまでも手放すことはなかった。
マリア・ミンチン
声 - 中西妙子
ミンチン女子学院の経営者・院長。教師・アメリアの姉。アメリアからは「お姉さま」、生徒からは「ミンチン先生」と呼ばれる。
自身が経営するミンチン女子学院の気品を重んじて強い誇りを持ち、街中で実際に生徒の列を見かける者からも品があることを評されている。一方でマリア自身は、極めて強欲な気質であり、学院の後援者足り得る人物への媚びを中心とした主張が目立ち、しばしば品位も感じられない教育者らしからぬ言動が見て取れた。
終始、思い込みの激しさが顕著である。セーラを使用人としたのち、セーラへの個人的な忌々しさと「代表生徒」・ラビニアを通じた保護者の目もある一方で、単純な体面を気にするばかりか、後援者の1人である市長夫人がセーラを一目置いていることもあり、セーラの扱い方に一貫性がない。また、不当に扱いながらも、学院がセーラを引き取った立場なのだと、折に触れて自身への感謝を求めるほどに恩着せがましい。のちに、妹・アメリア曰く、この金銭への執着は過去に原因があるとされ、10歳前後で両親を失い、叔母の家で働きながら慈善学校を卒業し、住み込みの家庭教師などを経た経緯が明かされる（第40話）。
セーラの父・ラルフが資産家であることから、セーラの入学時は「大事な生徒」として特別扱いして「特別室」へと迎えた。しかし、本心では当初から忌々しさを募らせ、勝手な思い込みでセーラがフランス語を不得意と扱ったにも関わらず、実は堪能であったと知るや騙されたと激しく激怒していた（第3話）。ラルフがダイヤモンド鉱山を発見した噂を聞くと、アメリアの浮かれる様子を窘めつつ、抜け目なくラルフの代理弁護士・バローの元へと確認しに行った。セーラを通じたラルフへの期待から、特別豪華なドレスと誕生会まで準備したものの、来校したバローからラルフの訃報と破産を知らされると、激しく激昂しながら贈ったはずのドレスを着替えさせる。（第9話 - 第11話）
こののち、セーラを「特別室」から追い出して学院のメイド・ベッキー同様、使用人として食事もろくに与えず、奴隷さながらに無給でこき使う。学院内で問題が発生すると、ことあるごとにセーラを叱責し、中には、セーラの後釜として「代表生徒」へ返り咲いたラビニアによる虚言も含まれ、その走狗とも成り果てた。隣家から向けられるセーラへの温情に気づかないまま、セーラとベッキーが屋根裏部屋で豪華な食事に恵まれたことを突き止めると、元御者・ピーターによる盗品と決めつけてセーラを敷地内の厩へと追い出す（第38話）。また、ハロウィンパーティ後の事故で厩が焼失すると、これもセーラの故意によるものとして追放し、アメリアから市長夫人の目を気にするよう煽られて連れ戻させた（第42話 - 第43話）。
セーラが初めてクリスフォード宅を訪れた際には、虐待の告発を恐れて乗り込むも、セーラ自身がダイヤモンド鉱山の所有者となった事実にショックを受け、アメリアからの罵倒にも泣き崩れる。第三者へ学院の経営権を譲ろうかと意気消沈するが、セーラから10万ポンドを寄付する話を受けて回復後、学院の面々と共にセーラらが乗船する船の出港を見届ける。（第44話 - 第46話）
ラビニア・ハーバート
声 - 山田栄子
ミンチン女子学院の生徒。13歳（作中で14歳の誕生日を迎える）。金髪碧眼で大人びた雰囲気だが、そばかすが特徴。
アメリカ合衆国出身。父が油田を所有するお金持ちであることを鼻にかけ、学内の生徒の中でも最年長かつ「代表生徒」でもあることから、生徒らの中心として振る舞う。同年のジェシーとガートルードを取り巻きに、アーメンガードを容姿や学力でいじり倒し、最年少のロッティへのいじめも繰り返していた。実家の裕福さと学長・マリアの下心を利用し、対象者をいじめる間に大人の目があればすかさず良い子ぶる悪知恵も働く。また、マリアへの擦り寄りとは裏腹に、特に物語終盤では、マリアが見るからに窮地となっているさまを眺めて楽しむ人間性をも見受けられる。
プライドが高く、自身よりもお嬢様気質なセーラの入学以降、学級内での自身への関心が削がれてしまい気に入らない様子であった。「代表生徒」の座までもセーラに奪われた際には、身を震わすほどの怒りを見せる（第7話）。セーラの父がダイヤモンド鉱山を発見したとの噂が巡ってくると、インドでは採掘されないとして、クルー父子は「なったつもり」なのだと、皮肉を込めて「ダイヤモンド・プリンセス」の渾名を喧伝した（第9話）。
この気質から、ジェシーとガートルードも「いじわるなんだもん」と愛想を尽かした様子だったものの、セーラが学院のメイドにされたのちは積極的に3人で加害する。ジェシーとガートルード、アーメンガードとの4人部屋を使用していたが、両親に強請って「特別室」へ移ると、セーラを自身の専属メイドとするよう依頼するが、セーラが不憫な元生徒なのだと知った父からは平手打ちを食らう（第20話）。それでも、セーラを自室に呼び寄せて掃除をさせている間に目前で汚すなどのいじめは継続し、その内容もセーラに濡れ衣を着せる場面が多い。
セーラが本物の「ダイヤモンド・プリンセス」として舞い戻ると、自身の「代表生徒」の座もなくなり、取り巻き2人はセーラへ必死な取り入りを見せ、自身もその後の対応に逡巡する。結果として、「貴女さえ良ければ、仲良しになってあげても良くってよ」と握手を促し、セーラからも「本当を言うと、この学院に来たときから、貴女と仲良しになりたいと思っていたのよ」と和解が示された。しかし、セーラらの出港を見届ける直前に帰国が決まっていることが明かされ、いつかの再会を信じるセーラには、「私、アメリカ大統領夫人になってると思うけど？」と心から笑い合う。結果的に、セーラに対する仕打ちへの謝罪はなく離別した。（第44話 - 第46話）
ベッキー
声 - 鈴木みえ（現：一龍斎貞友）
ミンチン女子学院の使用人。第6話から登場。東北弁のような訛りのある言葉で話す、茶髪の少女。
イングランド北部ヨークシャーの小村・アッシュフィールド出身。実家では、母（声 - 榊原良子）、弟・テディ（声 - 伊倉一恵）と妹・マーサ（声 - 神代智恵）のほかに兄弟が1人いる貧しい4人暮らしで、父は他界した。
働き者で心優しいが、使用人に採用されたばかりの新人である為に仕事中に失敗することも多く、院長・マリアや使用人仲間・ジェームスとモーリーからはぞんざいな扱いを受ける。
来校初日は識字に疎く、目前の建物が学院だと分からなかったため、通りがかったセーラから教えてもらい、丁寧な対応を受けたことで、セーラは憧れのような存在となった（第6話）。学院が夏休みに入ると、経費削減の名目で帰省するが、セーラに拙いながらも手紙を送り、セーラから文字を教わっていたことが分かる（第29話 - 30話）。
実家の破産でセーラが使用人に格下げされ、屋根裏部屋の隣室同士となった翌日も、変わらない日課として、セーラを朝起こしに行き、着替えまで気に掛けた（第13話）。過去に「特別室」の暖炉掃除中、セーラが最年少の生徒・ロッティに読み聞かせる「シンデレラ」について（第6話）、今や使用人同士となったセーラからは、自身に対する気遣いとして一緒に読み聞かせたつもりだったのだと聞いて感動する。メイド仕事の最中も不慣れなセーラのため、率先して仕事を引き受け、セーラの作業をフォローするなど、心から慕い支え続ける。モーリーからは「お嬢様」と呼ぶことも禁止され（第13話）、一度は改めるがすぐに元の呼び方に戻り、終始「お嬢様」と呼び続けた。一方で、セーラ自身はあまり気に留めていない状況でも「お可哀そう」と嘆きがちである。
隣家・クリスフォード邸で飼われる猿・スーリャが脱走すると、セーラが保護してこっそりと学院を抜け出すことに協力する。これが起因となって、セーラとクリスフォードの初体面とクリスフォードが友人の娘を見つけ出したい悲願も成就した。セーラには、寂しさを滲ませつつ喜んで別れを告げるが、セーラたっての希望から専属メイドとして仕えることにもなり、セーラが4カ月ほどインドへ戻る際も同行する。（第44話 - 第46話）

### クルー家と関係者
ラルフ・クルー
声 - 銀河万丈
セーラの父。インド在住の大富豪。髪と瞳の色がセーラと同一で、柔和な印象の紳士。
セーラの母が早くに他界したことからも、一人娘のセーラを溺愛する。自身がロンドンで生まれ育ったこともあり、セーラの教育もロンドンでと考え、ミンチン女子学院に入学させた。しかし、学院内では特別に贅沢な部屋と使用人を揃えてもらうものの、家具などの不足を訴えたことで学院の院長・マリアを逆撫でさせる。イギリスを発つまでは、セーラの人形探しに最後まで付き合い、娘との離別を惜み、学院で勉学に励みいつかは自身の力になるのだと語るセーラの言葉に安堵しながら去っていく。（第1話 - 第2話）
インドへ戻ったのちは、セーラとの文通の中でダイヤモンド鉱山の発見を伝え、11歳の誕生日も祝ったが、セーラの誕生日当日、代理弁護士・バローの来校で熱病による訃報と破産が伝えられた。セーラ自身は父の死を嘆き悲しみ、遺品ともなった人形・エミリーと共に黒いリボンを身に纏って喪に服す。（第9話 - 第11話）
学院の隣家に越してきたクリスフォードは、イートン校時代のラルフの同級生かつダイヤモンド鉱山の共同経営者であり、ラルフの死後に回復した資産のためにもセーラを探す（第30話）。この友人曰く、娘のことは「私の小さな奥さん」と話していたという（第32話）。のちに、クリスフォードの悲願はセーラとの初体面の形で実現され、セーラはラルフの正式な遺産手続きのため、インドへと向かう（第44話 - 第46話）。
ボナパルト
声 - 坂本千夏
セーラが飼うオウム。赤い羽毛が特徴。発話するのは「セーラ」のみ。
インドからセーラと共にやって来ると、ミントン女子学院では「特別室」で飼育される。セーラの父・ラルフの死後、代理弁護士・バローから破産差し押さえの対象として回収されてしまうが（第12話）、ラルフの旧友・クリスフォードらによって取り戻される（第46話）。
ジャンプ
セーラ専用の馬車を牽くポニー。
セーラのミンチン女子学院入学を機に、セーラの父・ラルフからの希望でセーラ専用の馬車が用意され、学院敷地内の厩に迎えられる（第1話）。
ラルフの死後、代理弁護士・バローから破産差し押さえの対象として回収されてしまうが（第12話）、ラルフの旧友・クリスフォードらによって取り戻される（第46話）。
ピーター
声 - 坂本千夏
セーラ専用の御者。ロンドンに住む、金髪碧眼の快活な少年。心臓が悪い母と父の3人暮らし。
セーラのミンチン女子学院入学を機に、セーラの父・ラルフからの希望でセーラ専用の馬車が用意されるが、学院が手配した御者の代理として来校。本来の御者はピーターの父であり、直前に負傷してしまったと話すと、学院の院長・マリアは子どもの御者に難色を示すが、クルー父子の説得もあって御者として迎えられた。（第1話）
困っている様子を見ると放っておけない優しさを持ち、学院の生徒らと比べて僻む素振りも見せない。来校したばかりのベッキーが学院の場所を尋ね、目前の看板を指摘して識字に疎いのだと返されると、気まずそうな表情を浮かべるが（第6話）、その後も、先輩の使用人仲間としてベッキーに優しく振る舞った。街中で登場した際にも、顔見知りの子どもたちと声を掛け合い、仕事の調子を窺うなど、下町では幅広い人脈と頼もしさが窺える。
クルー父子の人形探しに同行し、ラルフの帰国後もセーラを「お嬢様」と呼び慕い、セーラの誕生日会の同席を許可されると、プレゼントとしてカナリヤを手渡した（第11話）。セーラの家庭が破産して解雇されたのちは、以前働いていた市場に戻る（第15話）。セーラから名前で呼ぶよう求められると、一時期は気恥ずかしそうに呼んでみるものの、すぐに元の呼び方となった。ベッキーと同様に使用人になったセーラを気に掛け、市場での食材選びから交渉、セーラが熱病に罹った際に薬を求めて急ぐベッキーの送迎などと（第35話）、何かと力になって支え続ける。その後も、セーラを市場で見掛けなくなった際には、病状の確認も含めて煙突掃除人として学院への侵入を断行し（第37話）、セーラからも頻繁に頼られ、学院追放時には、両親と共に自宅へ迎えて職探しを手伝った（第42話）。
セーラを引き取ることになったクリスフォードらには、セーラの家庭の破産差し押さえによって回収されてしまったオウム・ボナパルト、ポニー・ジャンプの情報提供を行い、セーラとベッキーがイギリスを発つ際には、下町の子どもたちと共に見送る（第46話）。
バロー
声 - 藤本譲
セーラの父・ラルフのロンドンにおける代理弁護士。傲慢な印象の男性。
セーラのミンチン女子学院入学が決まり、クルー父子に先んじて来校すると、学院の院長・マリアに対して尊大な態度で「特別室」を視察し、高級ベッドや調度品の変更を命じた（第1話）。
ラルフの鉱山経営にも多額の出資を行い、ラルフのダイヤモンド鉱山発見を知ったマリアが来訪した際には、セーラ共々、金のなる木としての扱いが滲み出る（第10話）。セーラの誕生日当日には、いかにも忌々し気な態度でマリアにラルフの訃報と破産を知らせ、自身の負債の回収権利を主張すると、「特別室」にあるセーラの私物のほとんどを取り上げ、身寄りの無いセーラの世話は学院に押し付けた（第11話）。こののち、セーラがラルフの死の真相を知るべく事務所を来訪した際には、ラルフの友人であり鉱山の共同出資者でもある人物の存在を知ったものの、居所まで掴めず断念したことを語る（第19話）。
その後は未登場。
メル
ミンチン女子学院の屋根裏部屋に先住するネズミの一家。仔ネズミ5匹と父、母の合計7匹。第17話から登場。
セーラの家庭が破産したのち、屋根裏部屋で生活し始めると、同居人としてパンくずなどを分け与えられて名付けられる。名前の由来は旅行記などの本の著者であるメルキセデックから。
セーラやベッキーが床に置くものしか食べている描写がなく、学院の隣家からセーラに対する温情として、豪勢な食事が用意された際にも食い荒らされた形跡がなかった。しかし、学院の院長・マリアがこの食事を盗品と決めつけたことで、窓を塞ぐよう命じられたコック・ジェームズから壁穴を発見されて塞がれる。その後は、隣家に引き取られるセーラの私物を回収すべく入室したベッキーに対し、今後も食べ物を貰えるのか伺い立てる動きを見せると、ベッキーの快諾に喜んだ様子だったが、ベッキー自身もセーラのインド行きへ同行してしまう。（第36話 - 第38話、第46話）

### ミンチン女子学院

#### 生徒
アーメンガード・セントジョン（愛称：アーミー）
声 - 八百板万紀
ミンチン女子学院の生徒。三つ編みの赤毛に隻眼の少女。
おとなしく内気で、「代表生徒」のラビニアたちからぽっちゃり体形をいじられ、皮肉に対しても本気になって回答してしまうこともあり、面白がって標的にされがち。セーラの親友となったきっかけも、いじめに対してセーラが庇ってくれたからだった。一方で自身も優しいため、同様にいじめられがちな最年少のロッティを庇うこともしばしば。
父は大学教授だが、自身は勉強が不得意。フランス語は特に苦手で、読書も苦手なため、頻繁に父から送られた本を難しかったからとセーラに譲り、手渡した書物の中には、『フランス革命史』（著：カーライル）やアルフレッド大王の物語などがあり、セーラの誕生日会で用意したプレゼントもまた書籍であった。また、生活態度としては寝坊や遅刻も多い。この為、父親とはあまり折り合いが良くない一方、ロンドンに住む父方の叔母・イライザとは仲が良く、彼女からは可愛がられている。「わあ、良かった！」が口癖。
セーラの誕生会の最中に家庭が破産した知らせを聞くと、親友として心配し同情する様子の一方、過激化する教職員やラビニアらの態度には気の弱さからも抵抗できず、セーラを母代わりに想うロッティを制止しつつ目配せするのみで精一杯となってしまう。しかし、教師・アメリアをはじめとしたセーラに敵意を向けない人物の様子を目にするなど、学内でも徐々にロッティとセーラの元へ駆け寄るようになる。最たる行動としては、セーラが熱病に罹り瀕死と知った際、感染を恐れて学長・マリアらが近寄りもしない中、秘密裏に屋根裏へ様子を見に行く（第35話）。この行動により、学院の使用人・ベッキーに叔母・イライザの元へ解熱薬を取りに行ってもらうなど、間接的にセーラの命を救った。セーラが隣家に引き取られることを知った際には、ロッティらと喜び、学院の面々と共にセーラらが乗船する船の出港を見届ける（第44話 - 第46話）。
ロッティ・レイ
声 - 渡辺菜生子
年少組。まだ4歳と幼く、金髪碧眼の素直な少女。
母親を亡くした直後に学院に入れられた。生徒の中では、年少組の面々のほか、アーメンガードとも仲が良い。
ラビニアからは「学園一の泣き虫」と紹介され（第3話）、自身は否定するものの、実際に他の年少組と比べてもよく泣き叫ぶ。実家を恋しがっての脱走騒ぎ後、学院に戻っても泣き続け、マリアはアメリアの前で「あんな泣き虫のグズの癇癪持ち」と酷評する（第5話）。平常から温厚なアメリアも困惑の表情を浮かべる程の問題児扱いの中、自ら対応にかってでたセーラとは母のない親近感を持った（第5話）。これを機に、セーラが母親代わりとして「セーラママ」と呼び慕い、セーラの人形・エミリーは妹役である。
セーラに良く懐き、セーラの「特別室」では、童話やお伽噺の読み聞かせをしてもらっていた。セーラが可愛がるポニー・ジャンプに乗せてもらったことから、セーラの誕生日会では、プレゼントには手乗りサイズの馬の置物を手渡して嬉しそうな様子が見られる。しかし、この直後にセーラの不幸のために離れ離れとなってしまうことを悟ると、やはり大泣きしながら抗議する。（第11話）
セーラの使用人生活が始まると、学内で目撃する度に駆け寄ろうとするが、教職員やラビニアらの目を気にするセーラに制止されてしまう。「セーラママ」と日中におはなしできず寂しがり、真夜中の不慣れな暗闇を泣きじゃくりながら屋根裏部屋まで行くこともあった（第16話）。変わらずラビニアたちからのいじめを受けるが、セーラのいじめやマリアの決めつけによる叱責を目にした際は果敢に庇うなど成長を見せる。セーラが隣家に引き取られることを知った際には、アーメンガードらと喜び、学院の面々と共にセーラらが乗船する船の出港を見届ける（第44話 - 第46話）。
ジェシー
声 - 中野聖子（第1話 - ） → 飯塚はるみ（第4話 - ） / 飯塚はる美（第35話 - ）
ラビニアの取り巻きの一人。13歳。長身の痩せ型で髪型は三つ編み。
意地悪な性格。ミンチンやベッキーのものまねをしてセーラやアーメンガードをからかうことが多い。セーラの父の死を知らされた時にはセーラを気の毒がるそぶりを見せた。最終回ではラビニアに愛想を尽かした。
原作でもラビニアの取り巻きであるが、アニメ程は性悪な人物ではない。
ガートルード
声 - 佐々木るん
ラビニアの取り巻きの一人。体格は肥満ぎみで髪型はポニーテール。意地悪な性格。13歳。セーラの父の死を知った時はジェシー同様セーラを気の毒がるそぶりを見せた。最終回ではジェシー同様、ラビニアに愛想を尽かした。
原作では名前のみの登場で人物像は不明。
クリステル
声 - 梨羽由記子
マンチェスター出身（第3話）。茶髪のセミロングで、オレンジと赤い服を着ている。
ダイアナ
ラビニアの紹介では「とてもおしゃれさん」（第3話）。茶髪をピンクのリボンでポニーテールにしている。服は紫色。
リンダ
声 - 坂本千夏
父は鉄道会社の技師長（第3話）。金髪で、赤いカチューシャをしている。服は緑色。
ドルシラ
声 - 津島瑞穂
父は炭鉱の重役（第3話）。青い服で、金髪。
ジェニファ
声 - 神田和佳
年少組。
いたずらっ子（第3話）。紫色の服で、お団子頭。
スーザン
声 - 高木早苗
年少組。
軍人の子（第3話）。三つ編みにしており、服の色は紫。
ジェイン
年少組。
父は工場長（第3話）。茶髪で、黄色い服を着ている。
ダイアナと髪の色が同じだが、姉妹であるかは不明。
ペネラビ
年少組。
父は医者（第3話）。赤いリボンでポニーテールにしており、服の色は青。

#### 教員や使用人
アメリア・ミンチン
声 - 梨羽由記子
ミンチン女子学院の教師。院長・マリアの妹。生徒からは「アメリア先生」と呼ばれる。
マリアとは対照的で、おっとりとした印象を与え、特に年少組からは懐かれている。オルガンが弾けるため、ダンスの授業や学校行事などでは伴奏を担当する。
流行にも敏感で、服飾や化粧品にも人並みに興味を持つ。学院の隣家に越してきたクリスフォードが30代独身であるとの噂を聞きつけて浮かれ（第32話）、学内のハロウィンパーティでケーキに金の指輪が入っていると顔を赤らめた（第41話）。
セーラの入学当初から境遇が変わったのちも対応が変わらず、柔和な性格。セーラを忌々しいものとするマリアの発言には、当初から眉を顰めることもあったが、気が弱く自身の親代わりでもあったマリアには頭が上がらない。使用人に落とされたセーラに対して同情的なため、生徒らと公園に行ったり、ハロウィンパーティなどの学校行事では、学院のメイド・ベッキーと共に気が休まるよう、マリアの目を盗んでの配慮も見られる。とはいえ、保身的な側面を覗かせることもあり、生徒・ラビニアらの不審な言動に言及することもなく、セーラに対する非常な扱いを熟知しながらも、姉を恨まないで欲しいと懇願もしている（第40話）。
ラビニアの口車に乗って、インド警察からセーラに宛てられた父に関する問い合わせ結果を勝手に開封してしまうと、セーラ自身がダイヤモンド鉱山の所有者となりショックを受けているマリアとの会話では、それまでの鬱積した心情から姉を罵った。マリアが第三者へ学院の経営権を譲ろうかと意気消沈する様子に狼狽えるものの、その後、セーラから学院に出資する話に安堵し、学院の面々と共にセーラらが乗船する船の出港を見届ける。この時、セーラとの別れを惜しんでいたベッキーが、セーラ専属のメイドとなれることを伝えた際には、心から共に喜んでいる様子も見られる。（第44話 - 第46話）
デュファルジュ先生
声 - 上田敏也
学院のフランス語の先生。
最初にセーラの語学の素晴らしさを見抜き、「この生徒には私が教えることはないようです」とまで評価した。
授業を見に来たミンチンが、別の話をしていたと思い込み平手打ちで子供達をしかった際に、ミンチンを「いけませんぞ」とたしなめたこともある。セーラの面白い会話を含めた授業の進行のうまさを褒めていたが、そのセーラに味方しているような素振りをミンチンやラビニアからは煙たがられていた。温厚でおっとりしており優しい。南フランス出身で、優しく分かりやすい指導で生徒達から慕われている。セーラの理解者として、使用人となったのちも、希望を持つように説いてフランス語の教本を譲り（第24話）、学習を進められているか気に掛けた。後にラビニアの逆恨み（ミンチンに嘘の告げ口をした）によりミンチンから退職を勧告され、帰国することになる。セーラと別れるとき心から悲しみ、涙した。
パスカル夫人
デュファルジュ先生の後任としてやって来たフランス語の先生。
モーリー
声 - 向殿あさみ
学院に住み込みで働くメイド長でジェームスの妻。捻くれた性格の持ち主であり、ジェームスと共にセーラとベッキーをあごで使うなど、目下の相手に対する思いやりは皆無。本人は給料が安いためにあまり仕事もしない。一方で目上の存在に弱く、ミンチンの前では縮こまっている。
セーラを目の敵にし、度々嫌がらせをする。
原作では「エムマ」という使用人の名が記された著書もあるが、キャラクター設定はされていない。
ジェームス
声 - 郷里大輔
学院に住み込みで働くコックでモーリーの夫。妻同様に捻くれた性格で人使いが荒く、セーラとベッキーをこき使う。加えて、ずる賢く怠け者で安い給料のせいでろくに仕事もしようとしない。モーリー程はセーラを嫌っていない様子（セーラが学院を一時去る際にお別れを告げるシーンでは、忌々しげにそっぽを向いたモーリーに対し、ジェームスは狼狽えながらも反応を示している）も見せるが、改心する事は無かった。
原作でも同名の使用人の名が記された著書もあるが、キャラクター設定はされていない。
マリエット
声 - 高木早苗
セーラ専任メイド。まだ仕事に慣れずもたつき、失敗ばかりのベッキーのことを陰ながら応援していた。ラルフの破産により学院を辞めさせられた。
シーザー
声 - 山田栄子
学院でねずみ捕り用に飼われている猫。よそ見をしながら気だるく歩く癖がある。ミンチンやジェームスに蹴られたりするが、セーラには良く懐いていて話相手になっていることもあった。
フランス語の授業の時を始め、ときおり、セーラたちの言葉がわかっているかのようなそぶりも見せる。ドアをすり抜けるようにして入るのが好きらしいが、たまにドジを踏み失敗したりしている。
基本的には学院内部を歩いているが、稀に敷地外に出ていることもある（第30話）。

### クリスフォードとカーマイケル一家
トム・クリスフォード
声 - 仲村秀生
ミンチン女子学院の隣家へと越してきた資産家。30代、独身。第30話から登場。
引っ越しの日、学院の使用人・モーリーが聞き出してきた情報によると、大金持ちだが「大変な変わり者」であると噂された。インド由来の美術品を多く所有している様子からも、学院の教職員をはじめとして、風変わりな人物として受け止められる。（第30話）
インドで熱病に罹ったことを機にイギリスへ引っ越すが、カーマイケルからは、既に熱病の後遺症は治まっていることから、心の病ではないかと指摘されていた。セーラの父・ラルフが、イートン校の同窓生かつダイヤモンド鉱山の共同経営者でもあったが、ラルフ亡きあとに経営が好転。セーラの名前も分からず、ラルフの妻がパリの出身であることから、カーマイケルにパリでのセーラ探しを依頼した。家の中では車椅子での生活だが、外出時は杖を用いる。
終盤でセーラがラルフの娘である事を知り、財産を譲渡した。最終回で売り払われたセーラのペット達を取り戻している。
ラムダス
声 - 田中秀幸
クリスフォード氏に仕えるインド人の青年。容姿端麗で運動神経がよい。猿のスーリャを飼っている。屋根裏部屋の奇跡を演出する。
スーリャ
クリスフォードの飼っている猿。ラムダスが世話をしている。イタズラ好きで、よく隣の学院までやってくる。
ボリス
クリスフォードの飼っている長毛で大型の犬。おとなしく寂しがり屋で人懐こい性格。初期の設定ではカーマイケルの犬とされていた。
カーマイケル
声 - 西村知道（第30話） → 屋良有作（第32話 - ）
弁護士。第30話から登場。
クリスフォードの依頼でセーラの行方を探している。セーラの身元を確認した後、法律的に彼女の遺産相続を決定づけた。
カーマイケル夫人
声 - 佐々木るん
カーマイケルの妻。
ドナルド・カーマイケル
声 - 堀江美都子
カーマイケル弁護士の息子。
使用人として野菜を買った帰りのセーラの事情を知らず、野菜売りの可哀想な少女と思い込んで6ペンスを恵んだことがある。クリスフォードが学院の隣家に引っ越してきたのち、父・カーマイケルと共にクリスフォード宅を訪れるが、この直前にセーラと再会すると、思い違いがあったのではないかと謝罪した（第32話）。元気で心優しい少年だが、「可哀そうな人って何処にでもいるんだなぁ」など、幼さ故の辛辣な一言もある。
ジャネット・カーマイケル
声 - 向殿あさみ
ドナルドの姉で、礼儀正しい女の子。
原作ではカーマイケル家には8人の子供がいるが、本作品ではストーリー進行上に不可欠な2人のみの登場となる。

### ロンドン街頭に住む人々
洋服屋の主人
声 - 神山卓三
街の洋服屋で、エミリー人形の元の持ち主。
売り物ではない店の看板であるエミリー人形をセーラに譲り、同時にセーラの服の注文を受ける。
ピーターの父
声 - 増岡弘
足を怪我したために御者を辞め、馬具修理を行っている。
ピーターの母
声 - 山田礼子
病気がちで寝込んでいる。
花屋のおばさん
声 - 丸山裕子
ピーターの知り合いで、市場で屋台の花屋を営んでいる。お嬢様だった頃のセーラを覚えていて気にかけてくれる。
パン屋の主人
声 - 大山高男
街のパン屋の店主。
パン屋の夫人
声 - 峰あつ子
セーラがお腹を空かせている貧しい少女・アンヌにパンをあげてしまうのを見て「天使のような子」と評した。後に、アンヌをパン屋に引き取った。
アンヌ
声 - 本多知恵子
セーラから、パンを恵んでもらった孤児の少女。のちにブラウン夫人の店の住み込み店員となる。
老司祭
声 - 村松康雄
街の教会にいる心優しい司祭。セーラが4ペンス銀貨を拾って教会に届けた時、「神様が下さったもの」と説いて持ち帰らせた。
マギー
声 - 峰あつ子
ピーターの知り合いで、マッチを作り売っている女性。
少年
声 - 高木早苗
ピーターの知り合いで、泥ひばりをしていた少年。

### その他
市長夫人
声 - 花形恵子
ミンチン学院の視察にやって来る。本名は「フランシス・ミレイ」。
代表生徒のセーラがお気に入りであり、再訪する際の事前の手紙にも、セーラのフランス語をまた聞くことができると楽しみな様子だった（第25話）。
ワイルド医師
声 - 槐柳二
セーラの病気を伝染病と誤診した酒好きの医師。後にアメリアが腰を打撲した時にも登場している。のんだくれでいつも酒の匂いを漂わせているが、本来悪い人ではなく温厚で優しい人。
ラビニアの父
声 - 岸野一彦
基本的にラビニアには甘いものの良識的な人物であり、娘の度を越した行動に対しては厳しい態度を取る。セーラを専用メイドにしようとした時は当初は賛成するが、セーラの身の上とラビニアの企みを知ると娘を平手打ちし、専用メイドの話も毅然とした態度で白紙に戻す。
ラビニアの母
声 - 滝沢久美子
夫以上に娘に甘く、ラビニアと自分のことしか頭にない。学長からは「やかましい方」と言われている（第33話）。
セントジョン
声 - 沢木郁也
アーメンガードの父で大学教授。書斎にこもって本ばかり読んでおり、外国の言語を数多く話せるらしい。アーメンガードによく本を送る。
堅物な性格で娘の出来の悪さを問題視しており、「やっぱりお前の頭の悪いのはイライザ叔母さんのせいだな」と、娘を妹共々見下す発言をする（第4話）。
イライザ
声 - 片岡富枝
アーメンガードの叔母で、セントジョンの妹。ロンドン郊外在住。
物忘れをすることが多く、兄からは変人扱いされているが、アーメンガードとの仲は良好。
薬を調合するのが得意。栽培しているハーブが、のちにセーラの命を救った。
アーメンガードから誕生日を忘れられ、お祝いに花を持っていく約束も忘れられていた。また、アーメンガードと共に訪れたセーラ・ピーターを快く家の中へ迎える心優しさを持つが、ピーターの名前を教えてもらってから一瞬で呼び間違える。（第4話）
ジム
声 - 古谷徹
煙突掃除の少年。
少年
声 - 広森信吾
ピーターの知り合いで名前は出てこない。ガラスを売り歩いている少年。学院の割れたガラスの交換にやってくる。

## スタッフ
- 原作 - フランシス・ホジソン・バーネット（『小公女』より）
- 製作 - 本橋浩一
- 製作管理 - 高桑充
- 企画 - 佐藤昭司（日本アニメーション）、久保田栄一（フジテレビ）
- 監督 - 黒川文男
- キャラクター・デザイン - 才田俊次
- 美術設定 - 川本征平
- 美術監督 - 沼井信朗
- レイアウト監修 - 森やすじ
- 音楽 - 樋口康雄
- プロデューサー - 中島順三（日本アニメーション）、石川泰平（フジテレビ）
- 撮影監督 - 森田俊昭
- 録音監督 - 小松旦弘
- オープニング作画 - 桜井美知代
- 企画・制作 - 日本アニメーション、フジテレビ

## 主題歌

### オープニングテーマ
「花のささやき」
作詞 - なかにし礼 / 作曲 - 森田公一 / 編曲 - 服部克久 / 歌 - 下成佐登子

### エンディングテーマ
「ひまわり」
作詞 - なかにし礼 / 作曲 - 森田公一 / 編曲 - 服部克久 / 歌 - 下成佐登子
※上記2曲を収録したEPレコードは、キャニオン･レコード（現在のポニーキャニオン）より発売。

## 放送情報

### 各話リスト
本放送は1985年。フジテレビ系列にて、毎週日曜19:30 - 20:00（JST）に放送。
| 話数   | 放送日   | サブタイトル             | 脚本       | コンテ     | 作画監督   |
| ------ | -------- | ------------------------ | ---------- | ---------- | ---------- |
| 第1話  | 1月6日   | ミンチン女子学院         | 中西隆三   |            | 才田俊次   |
| 第2話  | 1月13日  | エミリー人形             | 中西隆三   |            | 才田俊次   |
| 第3話  | 1月20日  | はじめての授業           | 中西隆三   | 坂本雄作   | 才田俊次   |
| 第4話  | 1月27日  | 親友アーメンガード       | 中西隆三   |            | 才田俊次   |
| 第5話  | 2月3日   | 泣き虫ロッティ           | 中西隆三   | 坂本雄作   | 山崎登志樹 |
| 第6話  | 2月10日  | 灰かぶりベッキー         | 中西隆三   | 黒田昌郎   | 大谷敦子   |
| 第7話  | 2月17日  | 代表生徒                 | 中西隆三   | 鈴木幸雄   | 山崎登志樹 |
| 第8話  | 2月24日  | 親切なお嬢様             | 中西隆三   | 坂本雄作   | 大谷敦子   |
| 第9話  | 3月3日   | インドからの手紙         | 中西隆三   | 黒川文男   | 山崎登志樹 |
| 第10話 | 3月10日  | 二つのプレゼント         | 中西隆三   | 黒田昌郎   | 才田俊次   |
| 第11話 | 3月17日  | プリンセスの誕生日       | 中西隆三   | 坂本雄作   | 山崎登志樹 |
| 第12話 | 3月24日  | 屋根裏の暗い部屋         | 中西隆三   | 坂本雄作   | 大谷敦子   |
| 第13話 | 3月31日  | つらい仕事の日           | 中西隆三   |            | 石井邦幸   |
| 第14話 | 4月7日   | 深夜のお客さま           | 中西隆三   | 平林淳     | 山崎登志樹 |
| 第15話 | 4月14日  | 街の子ピーター           | 中西隆三   | 坂本雄作   | 大谷敦子   |
| 第16話 | 4月21日  | ロッティの冒険           | 椋露地桂子 | 坂本雄作   | 石井邦幸   |
| 第17話 | 4月28日  | 小さな友メルの家族       | 椋露地桂子 | 黒川文男   | 山崎志登樹 |
| 第18話 | 5月5日   | 悲しいメイポール祭       | 中西隆三   | 腰繁男     | 大谷敦子   |
| 第19話 | 5月12日  | インドからの呼び声       | 中西隆三   | 黒川文男   | 山崎登志樹 |
| 第20話 | 5月19日  | 謎の特別室生徒           | 中西隆三   | 腰繁男     | 石井邦幸   |
| 第21話 | 5月26日  | 涙の中の悲しみ           | 中西隆三   | 矢沢則夫   | 大谷敦子   |
| 第22話 | 6月2日   | 屋根裏のパーティー       | 中西隆三   |            | 山崎登志樹 |
| 第23話 | 6月9日   | 親切なパン屋さん         | 椋露地桂子 | 矢沢則夫   | 石井邦幸   |
| 第24話 | 6月16日  | エミリーの運命           | 中西隆三   | 黒川文男   | 大谷敦子   |
| 第25話 | 6月23日  | 一日だけのシンデレラ     | 中西隆三   | 黒川文男   | 山崎登志樹 |
| 第26話 | 6月30日  | 年少組の小さな先生       | 中西隆三   | 岡部英二   | 石井邦幸   |
| 第27話 | 7月7日   | デュファルジュ先生の帰国 | 中西隆三   | 楠葉宏三   | 大谷敦子   |
| 第28話 | 7月14日  | 夏休みの大騒動           | 中西隆三   | 岡部英二   | 山崎登志樹 |
| 第29話 | 7月21日  | ベッキーの里帰り         | 中西隆三   | 黒田昌郎   | 石井邦幸   |
| 第30話 | 8月4日   | インドからきた紳士       | 中西隆三   |            | 大谷敦子   |
| 第31話 | 8月11日  | 屋根裏にきた怪物         | 中西隆三   | 岡部英二   | 山崎登志樹 |
| 第32話 | 8月18日  | 壁の向う側の秘密         | 中西隆三   |            | 石井邦幸   |
| 第33話 | 8月25日  | 新学期のいじわる         | 中西隆三   | 岡部英二   | 大谷敦子   |
| 第34話 | 9月8日   | 嵐の中のつぐない         | 中西隆三   | 岡部英二   | 山崎登志樹 |
| 第35話 | 9月22日  | 消えそうないのち         | 中西隆三   | 岡部英二   | 石井邦幸   |
| 第36話 | 9月29日  | 魔法のはじまり           | 中西隆三   | 吉田健二郎 | 大谷敦子   |
| 第37話 | 10月6日  | 屋根裏は大混乱           | 中西隆三   | 矢沢則夫   | 山崎登志樹 |
| 第38話 | 10月13日 | こわされた魔法           | 中西隆三   | 鈴木幸雄   | 石井邦幸   |
| 第39話 | 10月20日 | 馬小屋の寒い夜           | 中西隆三   | 矢沢則夫   | 大谷敦子   |
| 第40話 | 10月27日 | アメリア先生の涙         | 中西隆三   | 鈴木幸雄   | 山崎登志樹 |
| 第41話 | 11月3日  | 妖精たちのパーティ       | 中西隆三   | 鈴木孝義   | 石井邦幸   |
| 第42話 | 11月10日 | 雪の日の追放             | 中西隆三   | 樋口雅一   | 大谷敦子   |
| 第43話 | 12月8日  | 幸せの素敵な小包         | 中西隆三   | 鈴木幸雄   | 山崎登志樹 |
| 第44話 | 12月15日 | おお この子だ!           | 中西隆三   | 鈴木幸雄   | 石井邦幸   |
| 第45話 | 12月22日 | ミンチン院長の後悔       | 中西隆三   | 鈴木幸雄   | 大谷敦子   |
| 第46話 | 12月29日 | また逢う日まで           | 中西隆三   | 鈴木幸雄   | 山崎登志樹 |

### 放送局
※放送日時は1985年12月終了時点、放送系列は放送当時のものとする。
| 放送地域       | 放送局                                   | 放送日時                                | 放送系列                                     | 備考                    |
| -------------- | ---------------------------------------- | --------------------------------------- | -------------------------------------------- | ----------------------- |
| 関東広域圏     | フジテレビ                               | 日曜 19:30 - 20:00                      | フジテレビ系列                               | 制作局                  |
| 北海道         | 北海道文化放送                           | 日曜 19:30 - 20:00                      | フジテレビ系列                               |                         |
| 秋田県         | 秋田テレビ                               | 日曜 19:30 - 20:00                      | フジテレビ系列 テレビ朝日系列                |                         |
| 宮城県         | 仙台放送                                 | 日曜 19:30 - 20:00                      | フジテレビ系列                               |                         |
| 福島県         | 福島テレビ                               | 日曜 19:30 - 20:00                      | フジテレビ系列                               |                         |
| 新潟県         | 新潟総合テレビ （現：NST新潟総合テレビ） | 日曜 19:30 - 20:00                      | フジテレビ系列                               |                         |
| 富山県         | 富山テレビ                               | 日曜 19:30 - 20:00                      | フジテレビ系列                               |                         |
| 石川県         | 石川テレビ                               | 日曜 19:30 - 20:00                      | フジテレビ系列                               |                         |
| 福井県         | 福井テレビ                               | 日曜 19:30 - 20:00                      | フジテレビ系列                               |                         |
| 長野県         | 長野放送                                 | 日曜 19:30 - 20:00                      | フジテレビ系列                               |                         |
| 静岡県         | テレビ静岡                               | 日曜 19:30 - 20:00                      | フジテレビ系列                               |                         |
| 中京広域圏     | 東海テレビ                               | 日曜 19:30 - 20:00                      | フジテレビ系列                               |                         |
| 近畿広域圏     | 関西テレビ                               | 日曜 19:30 - 20:00                      | フジテレビ系列                               |                         |
| 鳥取県・島根県 | 山陰中央テレビ                           | 日曜 19:30 - 20:00                      | フジテレビ系列                               |                         |
| 岡山県・香川県 | 岡山放送                                 | 日曜 19:30 - 20:00                      | フジテレビ系列                               |                         |
| 広島県         | テレビ新広島                             | 日曜 19:30 - 20:00                      | フジテレビ系列                               |                         |
| 愛媛県         | 愛媛放送 （現：テレビ愛媛）              | 日曜 19:30 - 20:00                      | フジテレビ系列                               |                         |
| 福岡県         | テレビ西日本                             | 日曜 19:30 - 20:00                      | フジテレビ系列                               |                         |
| 佐賀県         | サガテレビ                               | 日曜 19:30 - 20:00                      | フジテレビ系列                               |                         |
| 熊本県         | テレビ熊本                               | 日曜 19:30 - 20:00                      | フジテレビ系列 テレビ朝日系列                |                         |
| 沖縄県         | 沖縄テレビ                               | 日曜 19:30 - 20:00                      | フジテレビ系列                               |                         |
| 青森県         | 青森放送                                 | 土曜 18:00 - 18:30                      | 日本テレビ系列 テレビ朝日系列                |                         |
| 岩手県         | 岩手放送 （現：IBC岩手放送）             | 木曜 17:30 - 18:00 → 金曜 17:00 - 17:30 | TBS系列                                      |                         |
| 山形県         | 山形テレビ                               | 木曜 19:00 - 19:30                      | フジテレビ系列                               | [ 注釈 23 ]             |
| 山梨県         | 山梨放送                                 | 月曜 19:00 - 19:30                      | 日本テレビ系列                               |                         |
| 徳島県         | 四国放送                                 | 月曜 19:00 - 19:30                      | 日本テレビ系列                               |                         |
| 高知県         | 高知放送                                 | 金曜 18:00 - 18:30 → 土曜 18:00 - 18:30 | 日本テレビ系列                               |                         |
| 長崎県         | テレビ長崎                               | 日曜 18:00 - 18:30                      | フジテレビ系列 日本テレビ系列                | [ 注釈 24 ]             |
| 大分県         | テレビ大分                               | 土曜 18:00 - 18:30 → 土曜 17:30 - 18:00 | 日本テレビ系列 フジテレビ系列 テレビ朝日系列 | [ 注釈 24 ]             |
| 宮崎県         | テレビ宮崎                               | 土曜 18:30 - 19:00                      | 日本テレビ系列 フジテレビ系列 テレビ朝日系列 | [ 注釈 24 ]             |
| 鹿児島県       | 鹿児島テレビ                             | 木曜 19:00 - 19:30                      | 日本テレビ系列 フジテレビ系列                | [ 注釈 24 ] [ 注釈 25 ] |

## 原作小説

### 原作・日本語訳
- アメリカ合衆国の児童文学『小公女』（発表：1888年、著者：フランシス・ホジソン・バーネット）

### 原作との相違点
原作ではセーラが7歳でミンチン学院に入学してから、およそ7年間の話であるのに対し、10歳で入学してからの1年間程度の話になっているなど、本作品でも各キャラクターの設定やストーリーに原作との相違点が見られる。登場人物ではベッキーやラビニアの扱いが大きくなっている他、セーラの味方としてオリジナルキャラクターのピーターが配置された。登場人物の年齢差も異なり、原作ではセーラとラビニアの年齢差は6歳（本作品では3歳）、セーラとベッキーの年齢差は5歳（本作品では同い年）で、いずれもセーラよりも年上である。

## レンタル・ストリーミング

### ストリーミング
- YouTube
  - 2025年3月25日 - 2025年4月15日、日本アニメーション公式アカウント（日本アニメーション・シアター）にて、限定公開。

## 関連商品

### 映像ソフト
- 小公女セーラDVD（全11巻） 発売：バンダイビジュアル（2001年3月25日 - 6月25日発売）。
  - ジャケット画は3巻までは放送当時に準した絵柄だったが、4巻から美少女アニメ風の物に変更。
- 世界名作劇場・完結版 小公女セーラDVD 発売：バンダイビジュアル （*90分に編集したダイジェスト版）
- 世界名作劇場 メモリアル音楽館 小公女セーラ 発売：コロムビアミュージックエンタテインメント

### その他
- 日本国有鉄道が1985年の母の日記念乗車票を発行した。
- リカちゃんのアニメフレンド小公女セーラ
  - タカラから発売されたリカちゃんサイズのセーラ人形。4種類